# Менешть (Арджеш)
Менешть, Менешті (рум. Mănești) — село у повіті Арджеш в Румунії. Входить до складу комуни Кука.
Село розташоване на відстані 138 км на північний захід від Бухареста, 30 км на північний захід від Пітешть, 91 км на північний схід від Крайови, 114 км на південний захід від Брашова.

## Населення
За даними перепису населення 2002 року у селі проживали 49 осіб, усі — румуни. Усі жителі села рідною мовою назвали румунську.